# Schloss Edsberg

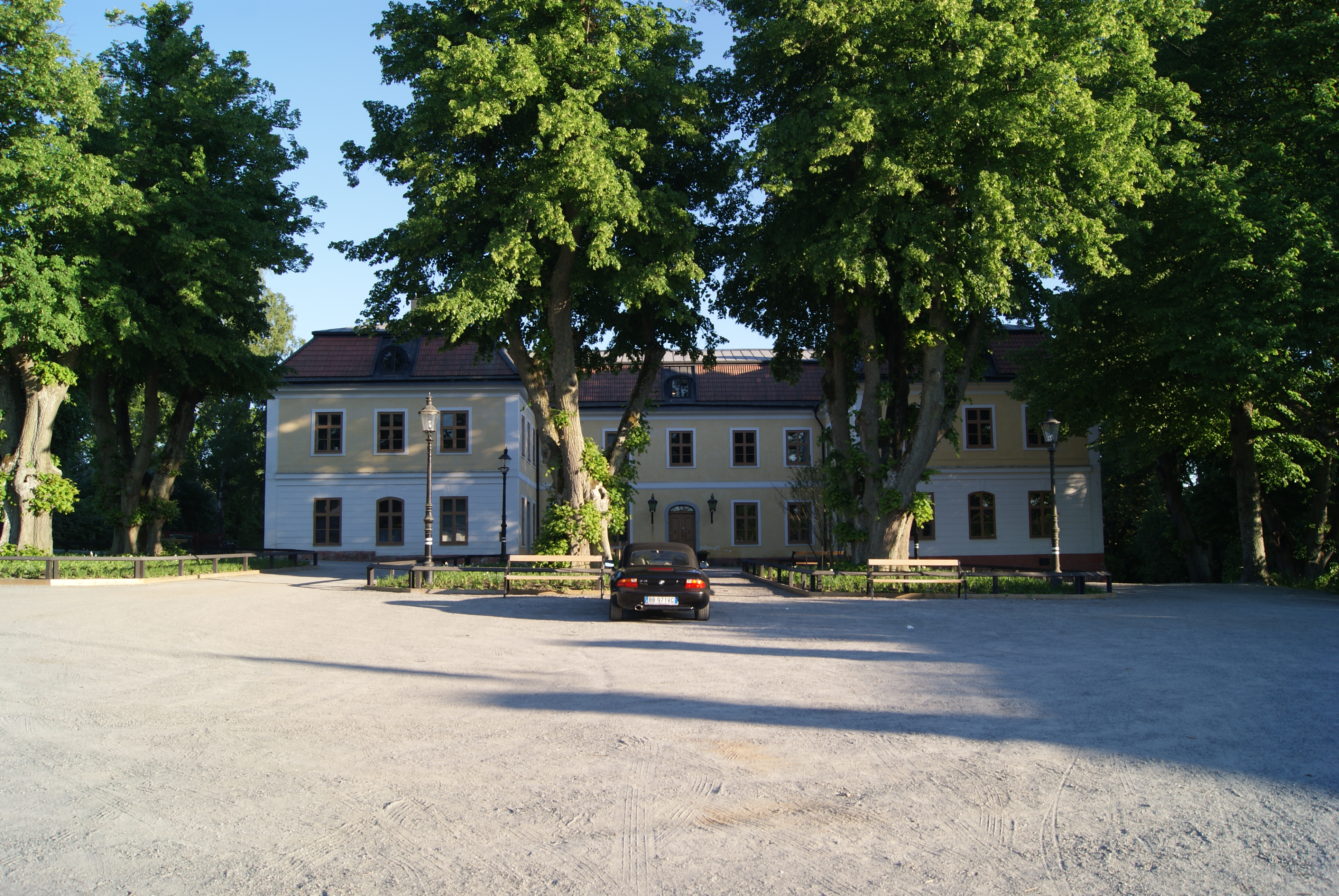
Schloss Edsberg, Sollentuna in Schweden 2018

Schloss Edsberg (schwedisch Edsberg Slott)  ist ein 1760 erbautes Schloss im Rokoko-Stil im Stadtteil Edsberg der Stadt Sollentuna.

## Lage
Schloss Edsberg liegt nördlich von Stockholm am Ostseearm Edsviken. In der Nähe befindet sich die Edsviks Kunsthalle und das Edsbacka Wirtshaus. Beide sind, wie das Schloss, umgeben vom Edsberg Park, der sich von den Straßen Landsnoravägen bis zu Sollentunavägen und Strandväge erstreckt. Im Park befindet sich zudem ein kleines Café.

## Geschichte
Das Gut Edsberg wurde um 1630 von Vogt Henrik Olofsson erbaut. Kurz nach Fertigstellung ging es in den Besitz des Grafen Gabriel Bengtsson Oxenstierna, einem Cousin von Axel Oxenstierna über. Im Jahre 1645 weilte Königin Christina dort zu Besuch. Im Jahre 1670 waren dort Karl XI. und die Königinmutter Hedwig Eleonora zu Gast.
1757 kaufte Gouverneur Thure Gustav Rudbeck das Anwesen und gestaltete 1760 das alte Holzhaus in ein massives Steingebäude im Stil eines vereinfachten französischen Rokoko um. Man vermutet als Architekten Carl Wijnblad. Nachdem das Schloss über 200 Jahre im Familienbesitz der Rudbecks war, wurde es 1959 von der Gemeinde Sollentuna übernommen.
Die Schriftstellerin Malla Montgomery-Silfverstolpe wuchs als Angehörige der Familie Rudbeck in Edsberg auf und schilderte in ihrem Tagebuch das Leben auf dem Schloss.

## Nutzung heute

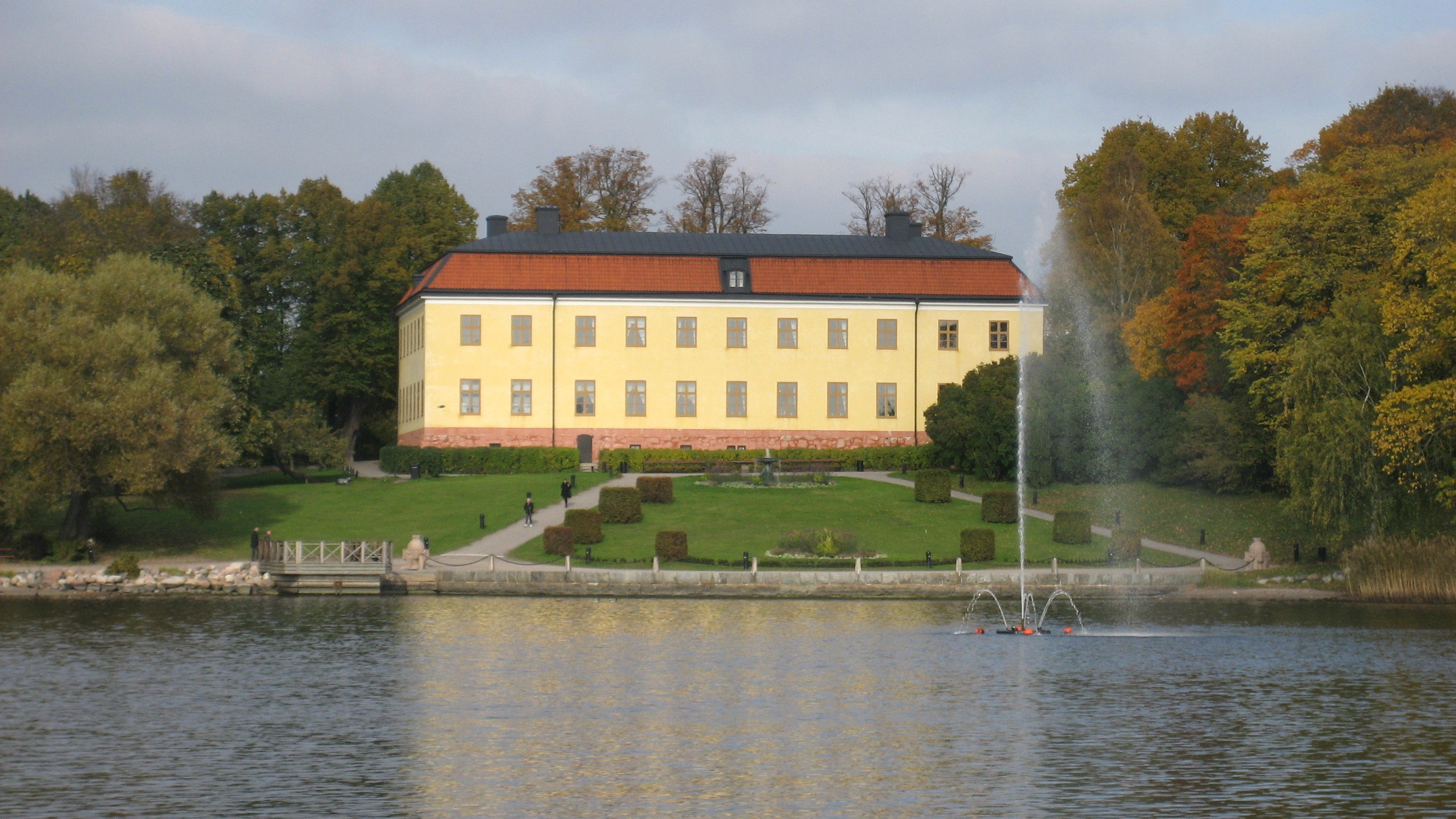
Schloss Edsberg, Seeseite

Heute ist das Schloss der Öffentlichkeit zugänglich und es finden dort Führungen statt. Im Erdgeschoss des Schlosses ist ein kleines Museum beheimatet, während der Großteil der Räumlichkeiten von der Königlichen Musikhochschule Stockholm – Kungliga Musikhögskolan – als Kammermusikakademie genutzt wird. Die Akademie besteht aus rund 30 Musikstudenten in Bachelor, Master und Diplomstudiengängen und setzt sich aus Musikern der Instrumentengruppen Streicher und Pianisten zusammen. Regelmäßig werden von den Studenten Konzerte mit freiem Eintritt im Schloss veranstaltet.
Berühmte Instrumentalisten, Studenten und Professoren der Akademie waren und sind unter anderem Frans Helmerson, Torleif Thedeen, Truls Mørk, Jakob Koranyi, Andreas Brantelid. Außerdem gibt es auf Schloss Edsberg zahlreiche Festveranstaltungen sowie Konzerte, Opernaufführungen und Theatervorstellungen im 2013 gegründeten Schlosstheater.